# بث مرئي
البث المرئي أو البث الفيديوي (بالإنجليزية: Video podcast)‏ اختصاراً vodcast، وتُلفظ فودكاست، هو تسليم مقاطع فيديو حسب الطلب على الإنترنت باستخدام تقنيات تلقيم الوب، أي عبر آر إس إس إنكلوجرز RSS enclosures أو أتوم.
البث المرئي هو حالة خاصة من البق الصوتي والتي عادةً ما تستخدم لنقل الصوت، وإن كان البث المرئي قد عُومل من البداية على شكل تقنية تسمح بنقل ملفات الوسائط المتعددة سواء كانت صوت أو تسجيلات مرئية بالاستعانة بالآر إس إس إنكلوجرز RSS enclosures.
في البث المرئي يمكن للخادم server أن ينشر ملف الفيديو على شكل ملف (ينبغي تحميله قبل عرضه) أو على شكل دفق (يمكن مشاهدته قبل اكتمال تحميله).
من أشهر برامج تشغيل البث المرئي بأنواعه هناك آي تونز.